# Aleja glagoljašev
Aleja glagoljašev (hrvaško Aleja glagoljaša) je spominska pot in turistična znamenitost severovzhodne Istre na Hrvaškem, posvečena glagolici in v njej napisanim spomenikom tega območja. Sestavlja jo 11 postajališč s kamnitimi spomeniki od Roča do Huma.